# Hoofdklasse (Schach) 1986/87
In der Hoofdklasse 1986/87 wurde die 64. niederländische Mannschaftsmeisterschaft im Schach ausgespielt. 
Der Titelverteidiger Volmac Rotterdam gab nur ein Unentschieden gegen den Vizemeister Desisco/Watergraafsmeer ab und wurde überlegen niederländischer Mannschaftsmeister. Aus der Klasse 1 waren der Schaakclub Groningen und Discendo Discimus Den Haag aufgestiegen. Während Groningen den Klassenerhalt erreichte, musste Den Haag direkt wieder absteigen; zweiter Absteiger war der Koningsclub Bergen aan Zee, der seine Mannschaft nach vier Runden zurückzog.

## Spieltermine
Die Wettkämpfe wurden ausgetragen am 20. September, 1. und 22. November, 13. Dezember 1986, 10. Januar, 14. Februar, 14. März, 4. April und 9. Mai 1987.

## Abschlusstabelle
| Pl.  | Verein                         | Sp | G | U | V | MP   | Brett-P.  |
| ---- | ------------------------------ | -- | - | - | - | ---- | --------- |
| 01.  | Volmac Rotterdam (M)           | 8  | 7 | 1 | 0 | 15:1 | 60,0:20,0 |
| 02.  | Desisco/Watergraafsmeer        | 8  | 5 | 2 | 1 | 12:4 | 49,5:30,5 |
| 03.  | Schaakclub Groningen (N)       | 8  | 5 | 1 | 2 | 11:5 | 47,0:33,0 |
| 04.  | Philidor Leiden                | 8  | 3 | 2 | 3 | 8:8  | 38,5:41,5 |
| 05.  | Eindhovense SV                 | 8  | 3 | 1 | 4 | 7:9  | 38,0:42,0 |
| 06.  | SMB Nijmegen                   | 8  | 2 | 2 | 4 | 6:10 | 34,5:45,5 |
| 07.  | SV Zukertort Amstelveen        | 8  | 2 | 1 | 5 | 5:11 | 34,0:46,0 |
| 08.  | Bussums Schaakgenootschap      | 8  | 1 | 2 | 5 | 4:12 | 30,5:49,5 |
| 09.  | Discendo Discimus Den Haag (N) | 8  | 2 | 0 | 6 | 4:12 | 28,0:52,0 |
| 010. | Koningsclub Bergen aan Zee     | 0  | 0 | 0 | 0 | 0:0  | 0,0:0,0   |

### Entscheidungen
|     | Niederländischer Mannschaftsmeister: Volmac Rotterdam                                                        |
|     | Absteiger in die Klasse 1: Discendo Discimus Den Haag, Koningsclub Bergen aan Zee (Rückzug nach vier Runden) |
| (M) | Meister der letzten Saison                                                                                   |
| (N) | Aufsteiger der letzten Saison                                                                                |

### Kreuztabelle
| Ergebnisse | Ergebnisse                 | 01. | 02. | 03. | 04. | 05. | 06. | 07. | 08.  | 09. | 010. |
| ---------- | -------------------------- | --- | --- | --- | --- | --- | --- | --- | ---- | --- | ---- |
| 01.        | Volmac Rotterdam           |     | 5   | 7   | 8   | 7½  | 8½  | 7½  | 8    | 8½  |      |
| 02.        | Desisco/Watergraafsmeer    | 5   |     | 5   | 4½  | 6   | 5½  | 7½  | 9    | 7   |      |
| 03.        | Schaakclub Groningen       | 3   | 5   |     | 6   | 6   | 4½  | 7½  | 7½   | 7½  | (5)  |
| 04.        | Philidor Leiden            | 2   | 5½  | 4   |     | 4   | 5   | 6½  | 5    | 6½  | (6)  |
| 05.        | Eindhovense SV             | 2½  | 4   | 4   | 6   |     | 6½  | 5   | 3½   | 6½  |      |
| 06.        | SMB Nijmegen               | 1½  | 4½  | 5½  | 5   | 3½  |     | 5½  | 5    | 4   |      |
| 07.        | SV Zukertort Amstelveen    | 2½  | 2½  | 2½  | 3½  | 5   | 4½  |     | 6    | 7½  |      |
| 08.        | Bussums Schaakgenootschap  | 2   | 1   | 2½  | 5   | 6½  | 5   | 4   |      | 4½  | (6½) |
| 09.        | Discendo Discimus Den Haag | 1½  | 3   | 2½  | 3½  | 3½  | 6   | 2½  | 5½   |     | (6)  |
| 10.        | Koningsclub Bergen aan Zee |     |     | (5) | (4) |     |     |     | (3½) | (4) |      |

Anmerkung: Die Ergebnisse der vom Koningsclub Bergen aan Zee vor dem Rückzug absolvierten Wettkämpfe sind in Klammern angegeben. Für die Berechnung der Endtabelle werden diese nicht berücksichtigt.